# 井柏然
井柏然（英語：Jing Bo-Ran，1989年4月19日—），中國男演員、歌手、模特兒，遼寧省瀋陽市人。2007年，參加加油好男兒選秀比賽獲得全国总决赛冠军及最佳网络人气奖，从而进入演艺圈；同年，加入中國男子偶像組合BOBO組合。2015年，主演古装奇幻电影《捉妖记》成績優異；同年，凭借电影《失孤》获得“第30届金鸡奖”最佳男配角奖提名。2018年，再次出演古装奇幻电影《捉妖记2》，及後由其主演的爱情電影《后来的我们》也引起迴響；值得一提的是，由井柏然出演的多部作品均獲得優異票房。

## 個人簡介
井柏然出生於遼寧省瀋陽市。中國大陸男演員、歌手。
2007年，在烤肉店吃飯時被加油好男兒瀋陽賽區制片人朱文發現，遂參加由上海東方衛視主辦的2007年度加油好男兒比賽，在瀋陽賽區取得賽區冠軍，最終奪得比賽總冠軍和最佳人氣獎，之後與華誼兄弟经纪公司簽約而進入娛樂圈。
井柏然被粉丝暱稱爲“井寶”，其後援組織稱爲“BabyFace”，簡稱BBF。
音樂方面，2007出道至2010年曾以組合發展，2010年組合正式解散，同年9月，簽約音樂公司種子音樂正式簽約擴展音樂事業版圖。同年12月18日，推出EP《暖暖手》，正式向臺灣市場邁進。2011年6月13日全亞洲發行首張個人同名專輯，並在臺灣唱片銷售排行榜連續2周冠軍。
2010年，憑借首部電影作品《全城熱戀》獲得第17屆北京大學生電影節“最佳新人”獎，並獲提名第30屆香港電影金像獎”最佳新演員”獎 。2013年，在《失戀33天》團隊打造的電影《等風來》中擔綱男一號。2014年，參演《黃飛鴻之英雄有夢》和《失孤》等電影 ，並憑借《失孤》獲得第30屆金雞獎最佳男配角提名和第13屆長春電影節最佳男配角獎。
2015年2月，主演電視劇《相愛穿梭千年》；4月，參與錄制《花兒與少年第二季》 ；同年，主演電影《捉妖记》和《三城記》上映；截止2015年9月16日，《捉妖記》累積票房達24.38億，打破中國大陸電影票房紀錄以及內地觀影人次紀錄 ，並提名第33屆大眾電影百花獎最佳男主角獎。10月主演奇幻冒险片電影《盜墓筆記》；12月主演電影《微微一笑很傾城》。2016年3月，主演婁燁導演的電影《地獄戀人》，10月主演電影《捉妖記2》。
2016年5月，再次受邀出席戛納電影節；2015年7月21日，井柏然成為聯合國人居署青年創新創業獎青年形象大使 ；12月，加入野生救援組織保護犀牛公益活動，成為該項目公益大使 。2016年10月30日，井柏然獲百度娛樂年度人物獎。
2019年8月在福布斯中國名人榜，名列第31名。

## 感情生活
2016年3月，井柏然與中國女星倪妮被曝同居，雙方隨後公開戀情；此後兩人的機場情侶穿搭一度引起網友熱議，也曾合體出席各種公眾場合。2018年7月5日，雙方工作室宣布兩人已於5月和平分手。
2022年,与维秘模特刘雯传出恋情，被拍到手牵手回家，穿着情侣装一起观看时装周走秀。

## 影视作品

### 电影
| 年份   | 電影名稱              | 角色       | 備註     |
| 2008   | 李米的猜想            | 出租乘客   | 客串     |
| 2009   | 美味情歌              | 張哲       | 網絡電影 |
| 2010   | 全城熱戀              | 小方       |          |
| 2011   | 建黨偉業              | 謝紹敏     | 客串     |
| 2011   | 全球熱戀              | 聞風       |          |
| 2012   | 影子愛人              | 毕达       |          |
| 2012   | 血滴子                | 侯佳十三   |          |
| 2012   | 消失的子彈            | 小伍       | 客串     |
| 2013   | 等風來                | 王灿       |          |
| 2014   | 黃飛鴻之英雄有夢      | 赤火       |          |
| 2015   | 失孤                  | 曾帅       |          |
| 2015   | 捉妖记                | 宋天荫     |          |
| 2015   | 新娘大作戰            | 综艺主持人 | 客串     |
| 2015   | 三城記                | 收买华     |          |
| 2016   | 盜墓筆記              | 張起靈     |          |
| 2016   | 微微一笑很傾城 (電影) | 肖奈       |          |
| 2018   | 捉妖记2               | 宋天荫     |          |
| 2018   | 祖宗十九代            | 雷         | 客串     |
| 2018   | 後來的我們            | 林見清     |          |
| 2019   | 风中有朵雨做的云      | 杨家栋     |          |
| 2019   | 攀登者                | 李国梁     |          |
| 2019   | 千與千尋              | 白龍       | 配音     |
| 待上映 | 逆风而行              | 蔡万金     |          |
| 待上映 | 倒戗刺                | 李耸       |          |

### 电视剧
| 首播年份 | 剧名             | 角色   | 备注               |
| 2009     | 女孩衝衝衝       | 井小喬 |                    |
| 2009     | 青春進行時       | 井寶   |                    |
| 2010     | 兩個女孩的那些事 | 考官   | 客串，網絡劇       |
| 2011     | 33故事館         | 張承佑 |                    |
| 2013     | 新编辑部故事     | 何澈澈 |                    |
| 2015     | 相爱穿梭千年     | 公明   |                    |
| 2021     | 理想照耀中国     | 祁建华 | 單元《秀才遇到兵》 |
| 2021     | 女心理師         | 钱开逸 |                    |
| 2022     | 賀頓的小可樂     | 钱开逸 | 網絡劇             |
| 2023     | 君子盟           | 兰珏   | 網絡劇             |
| 2023     | 归路             | 路炎晨 |                    |
| 2024     | 新生             | 费可   | 網絡劇             |
| 待播     | 一曲三笙         | 葉申   |                    |
| 待播     | 夜不收           |        | 網絡劇             |
| 待播     | 钢铁森林         |        |                    |
| 待播     | 谷雨             |        |                    |

### 固定綜藝節目
| 播放日期                     | 播放頻道 | 節目名稱          | 集數 | 备注     |
| 2015年4月25日－2015年7月4日  | 芒果tv   | 花兒與少年 第二季 | 11   | 大弟     |
| 2016年7月15日－2016年10月7日 | 江蘇衛視 | 我們戰鬥吧 第一季 | 11   | 固定成員 |
| 2017年4月23日－2017年7月9日  | 芒果tv   | 花兒與少年 第三季 | 12   | 四弟     |
| 2018年12月22日－2019年3月2日 | 愛奇藝   | 演員的品格        | 11   | 學長     |
| 2022年1月25日－2022年5月17日 | 芒果tv   | 朋友请听好 第二季 | 12   | 广播主播 |

## 音樂作品

### 個人專輯
| 專輯# | 專輯資料                                           | 曲目 |
| 1st   | 《暖暖手》 - 發行日期：2010年12月28日 - 語言：國語 | 1. 暖暖手（與郭書瑤合唱） 2. 井字遊戲（井柏然獨唱） 3. 離開你那天（郭書瑤獨唱）                                                                                     |
| 2nd   | 《井柏然》 - 發行日期：2011年6月13日 - 語言：國語  | 1. 超自然 2. 愛情掉在哪裡 (電視劇《我和我的十七歲》插曲) 3. 小小的我 4. 銀河所有的星星 5. 正版男友 6. 按下井字鍵 7. 不想放手 8. 無賴 9. 情歌變的不好聽 10. 停不下來 |

### 單曲
| 發行年份 | 歌曲名稱                             | 簡介                                                |
| 2008     | 用愛點亮希望                         | 2008年Music Radio音樂之聲「我要上學」公益活動主題曲 |
| 2008     | 最浪漫的事                           |                                                     |
| 2008     | 在我生命裡 掀起你的蓋頭來 常回家看看 | 與楊紫合唱                                          |
| 2009     | 喜歡你                               |                                                     |
| 2009     | 快樂多一些                           |                                                     |
| 2009     | 活力閃耀                             | 與華誼群星合唱 上海世博會民營館主題曲               |
| 2012     | 不過情人節                           |                                                     |
| 2013     | 你飞到城市另一边                     |                                                     |
| 2015     | 不能忘                               | 與鄭爽合唱 電視劇《相愛穿梭千年》插曲               |
| 2015     | 明天你會在哪                         | 與白百何合唱 電影《捉妖記》插曲                     |
| 2016     | 夢的顏色                             | 電視劇《我和我的十七歲》插曲                        |
| 2017     | 美女與野獸                           | 與田馥甄合唱 電影《美女與野獸》主题曲               |

## 書籍
| 出版日期     | 書名                   | 內容                             | ISBN                |
| 2007年9月    | 《BOBO·雙城記憶》      | - BOBO組合第一本写真集           | ISBN 978-7806858493 |
| 2008年4月    | 《王子進化論》         | - BOBO組合第二本寫真集           | ISBN 978-7806858998 |
| 2008年10月   | 《逆風》               | - BOBO組合影音图文誌             | ISBN 978-7535839572 |
| 2011年6月    | 《井·色》              | - 首本个人写真集                 | ISBN 978-7508735757 |
| 2015年7月1日 | 《小井想要一部時光機》 | - 井柏然远赴巴黎拍摄记录旅途感悟 | ISBN 978-7540471699 |

## 獎項與榮譽
更多音樂獎項，詳見於BOBO組合之條目。
| 年份 | 頒獎典禮                    | 獎項                       | 作品         | 結果 |
| 2007 | 美特斯邦威 《加油好男兒!》  | 瀋陽地區總冠軍             |              | 獲獎 |
| 2007 | 美特斯邦威 《加油!好男兒!》 | 全國總冠軍                 |              | 獲獎 |
| 2007 | BQ紅人綁                    | 年度新人王銀獎             |              | 獲獎 |
| 2007 | 騰訊星光大典                | 歌壇年度最受歡迎潛力新人   |              | 獲獎 |
| 2007 | 天涯論壇超級秀場            | 人氣王                     |              | 獲獎 |
| 2007 | 新京報                      | 中國最美50人               |              | 獲獎 |
| 2008 | 伊利優酸乳大學生音樂節      | 大學生最喜愛的新人         |              | 獲獎 |
| 2008 | BQ紅人榜                    | 年度新銳歌手               |              | 獲獎 |
| 2008 | 蒙牛酸酸乳音樂風雲榜        | 年度內地最佳新人           |              | 獲獎 |
| 2009 | 華鼎獎                      | 中國年度新人最佳表現男演員 |              | 提名 |
| 2009 | 新娛樂慈善群星會            | 年度慈善新人               |              | 獲獎 |
| 2010 | 星锐榜                      | 影視人氣獎                 |              | 獲獎 |
| 2010 | 第17届北京大學生電影節      | 最佳新人獎                 |              | 獲獎 |
| 2011 | 第30屆香港電影金像獎        | 最佳新演員                 | 《全城熱戀》 | 提名 |
| 2011 | 粤港澳青年電影盛典          | 最受歡迎新星獎             |              | 獲獎 |
| 2011 | 愛與未来-2011北京慈善之夜   | 慈善之星獎                 |              | 獲獎 |
| 2012 | 樂視影視盛典                | 年度電影飛躍演員           |              | 獲獎 |
| 2012 | 華鼎獎                      | 中國新銳演員               | 《全城熱戀》 | 獲獎 |
| 2013 | “申報平安夜”盛典            | 最佳青年男演員             |              | 獲獎 |
| 2015 | 風從東方來娛樂影響力盛典    | 年度電影先鋒人物           |              | 獲獎 |
| 2015 | 華語電影傳媒大獎            | 最受矚目男演員獎           |              | 提名 |
| 2015 | 第30届金鸡奖                | 最佳男配角                 | 《失孤》     | 提名 |
| 2015 | 年度智族GQ年度人物頒獎盛典  | 年度實力偶像               |              | 獲獎 |
| 2015 | 2015搜狐时尚盛典            | 年度影视男明星             |              | 獲獎 |
| 2015 | 時裝之夜                    | 藝術時代“創行者”           |              | 獲獎 |
| 2015 | 絕對吸引力明星頒獎盛典      | 絕對吸引力明星             |              | 獲獎 |
| 2015 | 中國娛樂實效營銷頒獎典禮    | 年度最具品牌價值代言人     |              | 獲獎 |
| 2015 | 愛奇藝尖叫之夜              | 年度飛躍大獎               |              | 獲獎 |
| 2016 | 长春电影节                  | 最佳男配角奖               | 《失孤》     | 獲獎 |
| 2016 | 第33届百花电影节            | 最佳男主角                 | 《捉妖記》   | 提名 |
| 2016 | 第十三屆年度先生盛典        | 年度藝人                   |              | 獲獎 |
| 2016 | 金票根影迷嘉年华圆梦盛典    | 魅力男神奖                 |              | 獲獎 |
| 2016 | 明星感恩季                  | 百度娛樂年度人物           |              | 獲獎 |
| 2018 | 第十五届MAHB年度先生盛典    | 年度电影演员               |              | 獲獎 |
| 2018 | COSMO时尚美丽盛典           | 年度闪耀美丽偶像           |              | 獲獎 |
| 2020 | 第35届大众电影百花奖        | 最佳男配角                 | 攀登者       | 提名 |
| 2020 | 第17届广州大学生电影展      | 最受大学生欢迎男配角       | 攀登者       | 獲獎 |
| 2020 | 2020今日头条年度盛典        | 年度品质艺人               |              | 獲獎 |

## 外部連結
- 井柏然的新浪微博
- 井柏然的新浪博客
- 井柏然的Instagram帳戶（页面存档备份，存于）
- 井柏然在香港影庫上的簡介
- 井柏然在豆瓣上的资料（简体中文）